# Denemarken op het Eurovisiesongfestival 2006
Denemarken werd op het Eurovisiesongfestival 2006 in Athene vertegenwoordigd door Sidsel Ben Semmane met het lied Twist of love. Het was de 35ste deelname van Denemarken aan het songfestival.

## Selectieprocedure
De Dansk Melodi Grand Prix werd op 11 februari 2006 gehouden in de Gigantum Arena in Aalborg.
In totaal namen er tien artiesten deel aan de show.
In een eerste ronde vielen vijf artiesten af, en in de tweede ronde werd de winnaar gekozen door vier regionale jury's.

| Volgorde | Artiest                       | Lied                             | Punten | Plaats |
| -------- | ----------------------------- | -------------------------------- | ------ | ------ |
| 1        | Søren Poppe & Lene Matthiesen | En som dig                       | 30     | 3de    |
| 2        | David Mader                   | Heaven - Ease Your Troubled Mind | -      | -      |
| 3        | Neighbours                    | Je ne regrette rien              | 20     | 5de    |
| 4        | Sidsel Ben Semmane            | "Twist of Love"                  | 48     | 1ste   |
| 5        | Claus Hasfeldt                | Ta’ hjertet med                  | -      | -      |
| 6        | Jørgen Thorup                 | Søde gys                         | -      | -      |
| 7        | Kim Schwartz                  | Åh amore                         | 26     | 4de    |
| 8        | Kristine Blond                | Make This Night Forever          | -      | -      |
| 9        | Christian Bach & Trine Jepsen | Grib mig                         | -      | -      |
| 10       | Danni Elmo                    | 2 in 1                           | 36     | 2de    |

## In Athene
Vanwege het top 10-resultaat van 2005 was Denemarken direct geplaatst voor de finale van het songfestival. Het land trad aan als negende, na Duitsland en voor Rusland. Aan het einde van de puntentelling bleek dat Sidsel op de 18de plaats was geëindigd met 26 punten. 
België en Nederland hadden geen punten over voor deze inzending.

### Gekregen punten

#### Finale
| 12 punten | 10 punten | 8 punten           | 7 punten | 6 punten    |
| --------- | --------- | ------------------ | -------- | ----------- |
|           |           | - IJsland - Zweden |          | - Noorwegen |
| 5 punten  | 4 punten  | 3 punten           | 2 punten | 1 punt      |
|           |           | - Finland          |          | - Estland   |

### Punten gegeven door Denemarken

#### Halve Finale
Punten gegeven in de halve finale:
| 12 punten | Zweden                |
| 10 punten | Finland               |
| 8 punten  | Bosnië en Herzegovina |
| 7 punten  | IJsland               |
| 6 punten  | Turkije               |
| 5 punten  | Ierland               |
| 4 punten  | Litouwen              |
| 3 punten  | België                |
| 2 punten  | Estland               |
| 1 punt    | Rusland               |

#### Finale
Punten gegeven in de finale:
| 12 punten | Finland               |
| 10 punten | Zweden                |
| 8 punten  | Bosnië en Herzegovina |
| 7 punten  | Litouwen              |
| 6 punten  | Roemenië              |
| 5 punten  | Ierland               |
| 4 punten  | Verenigd Koninkrijk   |
| 3 punten  | Duitsland             |
| 2 punten  | Rusland               |
| 1 punt    | Noorwegen             |

1957 · 1958 · 1959 · 1960 · 1961 · 1962 · 1963 · 1964 · 1965 · 1966 · 1967-1977 · 1978 · 1979 · 1980 · 1981 · 1982 · 1983 · 1984 · 1985 · 1986 · 1987 · 1988 · 1989 · 1990 · 1991 · 1992 · 1993 · 1994 · 1995 · 1996 · 1997 · 1998 · 1999 · 2000 · 2001 · 2002 · 2003 · 2004 · 2005 · 2006 · 2007 · 2008 · 2009 · 2010 · 2011 · 2012 · 2013 · 2014 · 2015 · 2016 · 2017 · 2018 · 2019 · 2020 · 2021 · 2022 · 2023 · 2024 · 2025